# Betsy Palmer
Betsy Palmer, pseudonimo di Patricia Betsy Hrunek (Chicago, 1º novembre 1926 – Danbury, 29 maggio 2015), è stata un'attrice statunitense.

## Biografia
Lavorò prevalentemente in televisione, per serie americane dagli anni cinquanta fino agli anni ottanta, con alcune incursioni nel cinema. Iniziò il proprio lavoro come segretaria, ma dopo aver studiato recitazione a New York decise di provare con il cinema. Un anno dopo il suo matrimonio con un pediatra esordì sul grande schermo con La lunga linea grigia (1955), cui seguiranno altre pellicole che la vedranno sempre in ruoli secondari.
Nel 1980 partecipò a quello che è probabilmente il suo film più famoso, Venerdì 13, nel ruolo di Pamela Voorhees, madre di Jason, interpretazione per cui riceverà la candidatura ai Razzie Awards. Da allora si ritirò a vita privata, a parte qualche rara incursione sulle scene. Morì all'età di 88 anni per cause naturali.

## Filmografia

### Cinema
- Death Tide, regia di Victor Komow (1955)
- La lunga linea grigia (The Long Gray Line), regia di John Ford (1955)
- La nave matta di Mister Roberts (Mister Roberts), regia di Mervyn LeRoy (1955)
- Ape regina (Queen Bee), regia di Ranald MacDougall (1955)
- Il segno della legge (The Tin Star), regia di Anthony Mann (1957)
- La vera storia di Lynn Stuart (The True Story of Lynn Stuart), regia di Lewis Seiler (1958)
- Attenti alle vedove (It Happened to Jane), regia di Richard Quine (1959)
- Addio dottor Abelman! (The Last Angry Man), regia di Daniel Mann (1959)
- Venerdì 13 (Friday the 13th), regia di Sean S. Cunningham (1980)
- L'assassino ti siede accanto (Friday the 13th, Part Two), regia di Steve Miner (1981)
- Week-end di terrore (Friday the 13th Part III) (1982) – scene d'archivio
- Venerdì 13 - Capitolo finale (Friday the 13th: The Final Chapter) (1984) – scene d'archivio
- Unveiled, regia di William Cole (1994)
- L'urlo del male (The Fear: Resurrection), regia di Chris Angel (1999)
- Penny Dreadful, regia di Bryan Norton – cortometraggio (2005)
- Waltzing Anna, regia di Doug Bollinger, Bx Giongrete (2006)
- Bell Witch: The Movie, regia di Shane Marr (2007)

### Televisione
- Miss Susan – serie TV, 5 episodi (1951)
- Danger – serie TV, episodio 3x45 (1953)
- Campbell Playhouse – serie TV, episodio 2x23 (1953)
- Inner Sanctum – serie TV, episodio 1x27 (1954)
- The Web – serie TV, episodio 4x49 (1954)
- Lux Video Theatre – serie TV, episodi 5x13-5x14 (1954)
- Janet Dean, Registered Nurse – serie TV, 1 episodio (1954)
- Appointment with Adventure – serie TV, episodio 1x11 (1955)
- Armstrong Circle Theatre – serie TV, episodi 4x03-5x25-6x01 (1953-1955)
- Front Row Center – serie TV, episodio 2x02 (1956)
- The Philco Television Playhouse – serie TV, 4 episodi (1953-1956)
- General Electric Theater – serie TV, episodio 4x18 (1956)
- Star Stage – serie TV, episodio 1x39 (1956)
- The Alcoa Hour – serie TV, episodio 2x17 (1957)
- Goodyear Television Playhouse – serie TV, 6 episodi (1954-1957)
- Studio One – serie TV, 8 episodi (1953-1957)
- Kraft Television Theatre – serie TV, episodi 9x47-10x36-11x07 (1956-1957)
- Climax! – serie TV, episodi 2x46-3x17-4x07 (1956-1957)
- Playhouse 90 – serie TV, episodi 2x23-3x03 (1958)
- The Ballad of Louie the Louse, regia di Greg Garrison – film TV (1959)
- Sunday Showcase – serie TV, episodio 1x10 (1959)
- Our American Heritage – serie TV, episodio 1x02 (1959)
- The United States Steel Hour – serie TV, 9 episodi (1954-1960)
- A Punt, a Pass, and a Prayer, regia di Tom Donovan – film TV (1968)
- Love, American Style – serie TV, episodio 4x13 (1972)
- CHiPs – serie TV, episodi 4x05-4x06 (1980)
- Number 96 – serie TV, episodio 1x01 (1980)
- Isabel's Choice, regia di Guy Green – film TV (1981)
- Così gira il mondo (As the World Turns) – serie TV, 1 episodio (1982)
- Love Boat (The Love Boat) – serie TV, episodio 5x24 (1982)
- Maggie – serie TV, episodio 1x08 (1982)
- T.J. Hooker – serie TV, episodio 2x16 (1983)
- Baby Sitter (Charles in Charge) – serie TV, episodio 2x04 (1987)
- Bravo Dick (Newhart) – serie TV, episodio 6x04 (1987)
- I mulini a vento degli dei (Windmills of the Gods) – miniserie TV, episodi 1x01-1x02 (1988)
- Cose dell'altro mondo (Out of This World) – serie TV, episodi 1x12-1x19 (1987-1988)
- Goddess of Love, regia di Jim Drake – film TV (1988)
- La signora in giallo (Murder, She Wrote) – serie TV, episodi 2x10-5x09 (1985-1989)
- California (Knots Landing) – serie TV, 29 episodi (1989-1990)
- Colombo (Columbo) – serie TV, episodio 10x04 (1991)
- Deep Dish TV, regia di Tony Nassour – film TV (1992)
- Still Not Quite Human, regia di Eric Luke – film TV (1992)
- Just Shoot Me! – serie TV, episodio 2x14 (1998)
- La squadra del cuore (Hang Time) – serie TV, episodio 6x10 (2000)
- FreakyLinks – serie TV, episodio 1x10 (2001)

## Riconoscimenti
- Razzie Awards
  - 1980 – Candidatura alla peggior attrice non protagonista per Venerdì 13

## Doppiatrici italiane
Nelle versioni in italiano delle opere in cui ha recitato, Betsy Palmer è stata doppiata da:
- Rosetta Calavetta in Ape regina; La lunga linea grigia
- Micaela Giustiniani in La nave matta di Mister Roberts
- Lydia Simoneschi in Il segno della legge
- Gabriella Genta in Venerdì 13
- Angiolina Quinterno in Weekend di terrore